# 제6차 대프랑스 동맹
제6차 대프랑스 동맹(Sixth Coalition, 1812년 - 1814년)는 나폴레옹 1세의 프랑스 제국 패권에 도전하기 위해 유럽 국가들이 결성한 동맹이다. 러시아 원정에서 큰 손해를 입은 프랑스군은 사방에서 다가오는 연합군에 압박을 받게 되고, 결국 나폴레옹이 퇴위의 위기에 몰렸다.

## 독일 전역 (1813년~1814년)

### 프로이센의 참전

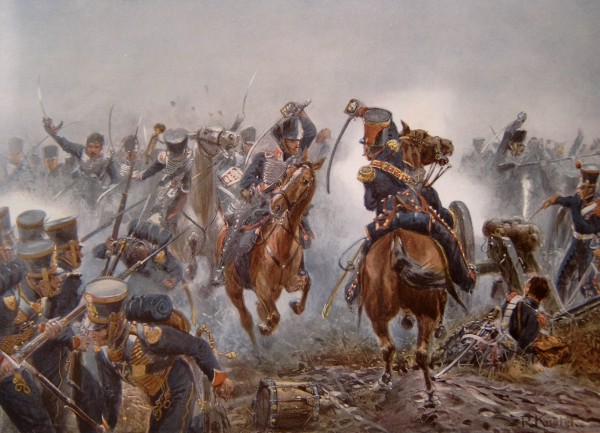
라이프치히 전투

1813년 나폴레옹은 20만 명의 신병을 징집하여 러시아 원정에 손상당한 군대를 재건했다. 연합군은 3월 17일 프로이센이 프랑스에 선전 포고를 하고 옛 영지 탈환에 나섰다. 4월 28일에는 러시아의 장군 쿠투조프가 병이 들자 대신 뷔토겐슈타인이 총사령관이 되었다.
5월 2일, 라이프치히 근교의 뤼첸에서 뷔토겐슈타인 휘하의 러시아군이 미셸 네가 이끌던 군단을 기습한다. 나폴레옹은 즉시 반격하여 물리쳤지만(뤼첸 전투), 뷔토겐슈타인은 병력을 잘 철수시켜 결정적인 승리에는 이르지 못했다. 나폴레옹은 미셸 네에게 병력의 절반을 주고 러시아군을 두 방면에서 추격하여, 5월 20일 - 21일, 바우첸 전투에서 러시아-프로이센 연합군에 승리를 거두었지만, 미셸 네의 측면 공격의 시작이 늦었기 때문에 또 다시 연합군을 격멸하는데 실패하고 만다. 게다가, 프랑스군도 큰 손해를 입었다.
6월 4일, 나폴레옹에 황후 마리 루이즈를 정략 결혼을 시킨 오스트리아의 중재로 휴전 협정이 체결되어 양군 모두 병력을 재편했다. 하지만 그 당시 스페인에서도 프랑스군은 위기를 맞고 있었다. 웰링턴 공작이 이끄는 영국-포르투갈-스페인 연합군은 6월 21일 《비토리아 전투》를 비롯해 곳곳에서 프랑스군을 격파하고, 프랑스 본토로 북상하고 있었다.

### 오스트리아의 참전
7월에는 스웨덴도 대프랑스 동맹에 가입했다. 7월 29일 프라하에서 강화 회의가 개최되었는데, 양군 모두 양보 의사가 없었기 때문에 회담은 결렬되었다. 8월 10일 휴전 기간이 끝나자, 8월 11일, 오스트리아도 프랑스에 선전포고를 했다. 휴전 기간 동안 프랑스군은 30만 집결시켰지만, 연합군의 병력은 45만 이상 집결시켰고, 각 전선에서 프랑스군에 대한 공격을 시작했다.
러시아, 오스트리아, 프로이센, 스웨덴 연합군은 트라히브르크 계획을 채택하고 나폴레옹 본대와 정면충돌을 피하고, 나머지 부대에 대규모 작전을 지향하는 전략을 취했다. 북방에서는 베르나도트가 이끄는 스웨덴군이 8월 23일 《그로스베렌 전투》에서 베를린 공격을 이끌고 있었던 우디노 군단에 승리하였다. 또한 9월 10일에는 데네뷔트 전투에서 우디노 군단과 교체된 미셸 네의 군단을 격파했다. 동부 전선에서는 블뤼허가 이끄는 프로이센군이 8월 26일 《카츠바흐 전투》에서 마크도날 군단에 승리했다.
남부 전선에서는 슈와르트베르크가 이끄는 오스트리아-러시아 연합군이 작센 왕국의 수도 드레스덴을 지키는 산실 군단을 공격했다. 여기에 나폴레옹이 증원에 참가해 8월 26일 -27일 드레스덴 전투가 되었다. 이 전투는 프랑스군이 승리했지만, 오스트리아-러시아 연합군을 추격했던 도미니크 방담은 8월 30일 《쿨름 전투》에서 역으로 포위되고 방담 본인을 포함하여 7,000명이 포로가 되었다. 이렇게 프랑스군은 점점 소모되었고, 병력 차이는 점점 커졌다. 또한 10월에는 프랑스의 오랜 동맹국인 바이에른 왕국까지도 배반하고 말았다.

### 국가들의 전투
궁지에 몰린 나폴레옹은 서부로 철수하여, 주력을 라이프치히에 집결시켰다. 연합군이 결전을 하여 1813년 10월 16일 ~ 19일 《라이프치히 전투》가 시작되었다. 이 전투는 나폴레옹 전쟁에서 최대의 전투가 벌어졌다. 19만 프랑스군에 36만 연합군이 포위 공격을 펼쳐 프랑스군은 2배의 병력 차이를 극복할 수 없었다. 10월 18일 독일의 작센 왕국군의 일부가 배신을 하자, 19일 나폴레옹은 철수를 할 수 밖에 없었다. 철수 과정에서 포니아토프스키가 전사했고, 프랑스군은 전사 4만, 포로 3만 명을 기록하고 패주했다. 이 독일을 중심으로 한 전쟁을 현재 독일에서는 “해방 전쟁”이라고 부르고 있다.

### 1814년 프랑스 원정

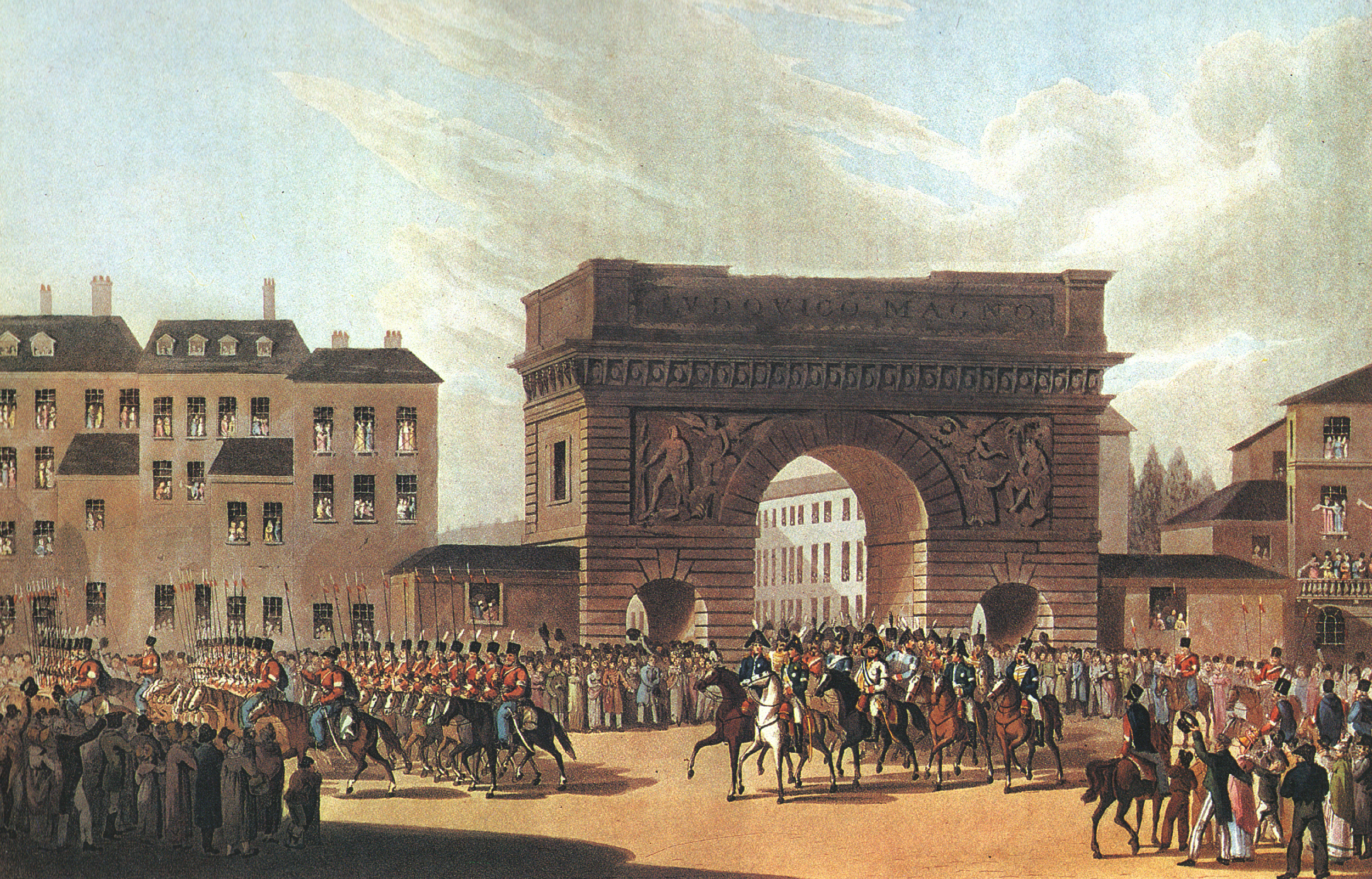
파리에 입성하는 러시아군, 1814년

프랑스군은 독일에서 철수를 할 수 밖에 없었다. 동쪽에서 러시아군, 오스트리아군, 프로이센 군, 스웨덴 군이 쇄도했고, 남쪽에서 스페인을 제압한 영국군이 피레네산맥을 넘었다. 프랑스군은 꾸준히 몰려갔다. 1813년 12월 2일, 연합군이 암스테르담에 입성하였다. 12월 21일에는 슈와르트베르크 군이 라인강을 건넜다. 1814년 1월 19일에는 부르고뉴 지방의 디종이 함락되었다.
나폴레옹이 “마리 루이즈 병”이라고 한탄했던 미숙한 젊은 신병들을 이끌고, 국지적인 전투에서 종종 승리를 거뒀다. 예를 들어, 2월 10일부터 14일까지의 엿새 동안의 전쟁(닷새간의 전쟁도)이라는 전투는 나폴레옹의 육군의 역사 중 최고 전략이었다고 평가하는 시각도 많다. 나폴레옹은 샹파뉴에 침공한 10만 블뤼허 군에 대항하여 4만의 병력으로 기동 작전을 펼쳐 이를 물리쳤다.
3월 9일, 영국 주도로 동맹국은 《쇼몽 조약》을 체결하고 1791년 당시 국경의 회복을 조건으로 휴전을 제안했지만, 나폴레옹은 거부했다. 그러나 대국적인 열세를 만회할 길은 없었다. 나폴레옹은 마지막 저항을 시도했지만, 압도적인 병력 차이 앞에 아루시 쉬르 오브 전투 등에서 패배했다. 3월 30일 연합군은 수도 파리에 대한 공격을 시작했다. 파리 방위 책임을 맡고 있던 마르몽은 항복을 했고, 다음 날인 3월 31일, 연합군은 파리에 입성했다. 탈레랑 페리고르를 중심으로 하는 프랑스 임시 정부는 휴전을 위해 나폴레옹의 퇴위를 결의했다. 4월 11일, 나폴레옹은 결국 사직을 했고, 항복 조건으로 《퐁텐블로 조약》이 체결되었다.

## 결과

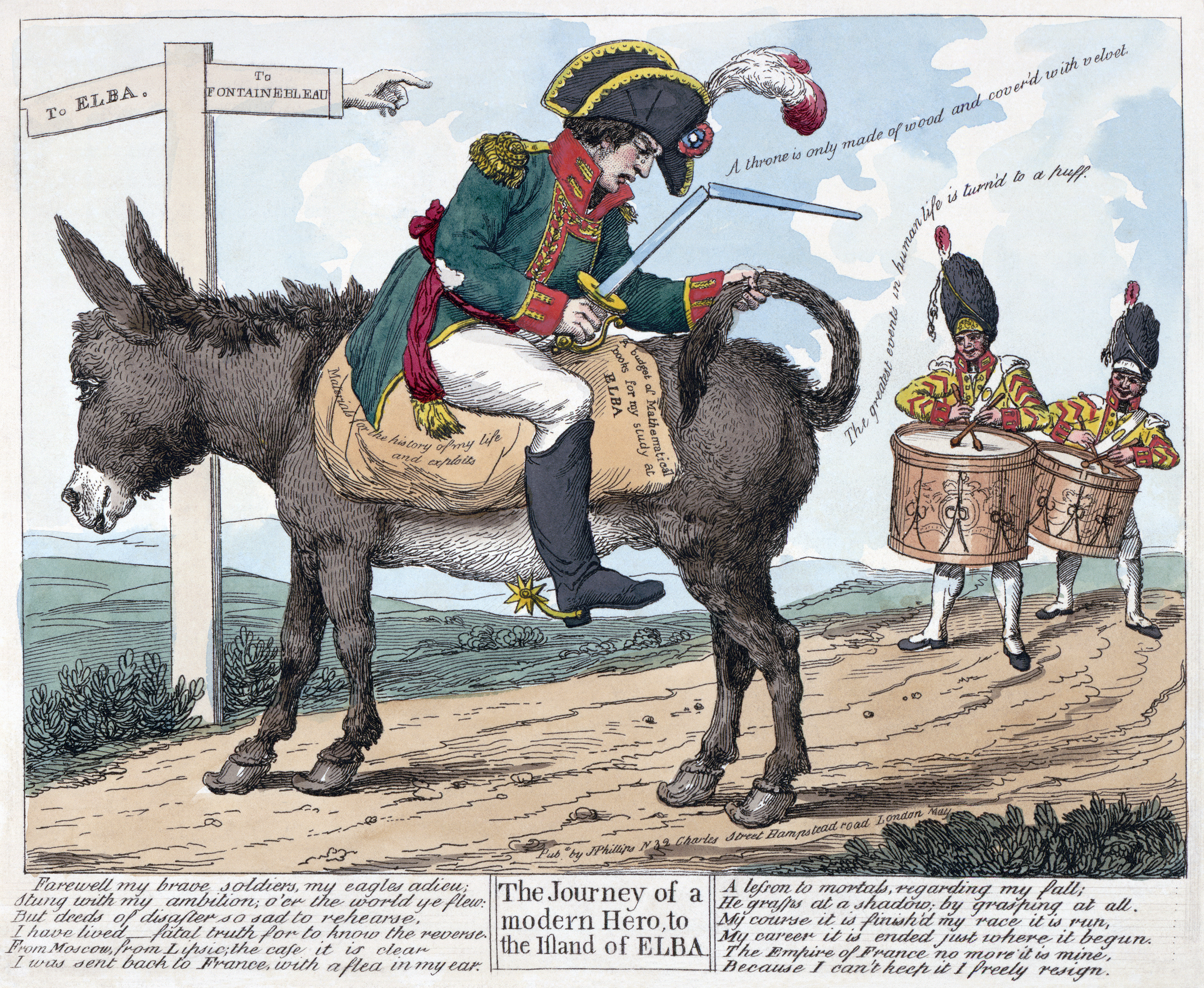
나폴레옹의 엘바섬 추방, 1814년 영국 판화.

전쟁의 결과, 나폴레옹은 패배하였고 1814년 5월 4일 엘바섬으로 추방되었다. 베르나도트는 프랑스 군주의 후계자 지위를 노린, 대 프랑스 동맹 국가는 이를 승인하지 않았다. 마지막으로, 프랑스 상원의 의결에 따라 프랑스 혁명 이후 망명 하고 있던 부르봉 왕가의 루이 18세가 귀환하여, 즉위하면서 왕정 복고가 이루어졌다.
러시아 원정에서 프랑스 원정에 이르기 최종 국면에서 250만 명의 병력이 전쟁에 참가했고, 그 중 200만 명이 사망했다고 한다. 러시아에서만 100만 명 사망하였으며, 스몰렌스크 전투, 보로디노 전투, 드레스덴 전투, 라이프치히 전투는 나폴레옹 전쟁 중에서도 특히 규모가 큰 전투였다. 이후 제1차 세계 대전까지 서구에서 이렇게 대규모 전투가 계속해서 일어날 수 없었다.

## 같이 보기
- 백일천하 (제7차 대프랑스 동맹)
- 제5차 대프랑스 동맹
- 나폴레옹 전쟁
- 대프랑스 동맹